# João Gaspar Simões
João Gaspar Simões GOSE (Figueira da Foz, 25 de fevereiro de 1903 — Lisboa, 6 de janeiro de 1987) foi um novelista, dramaturgo, biógrafo, historiador da literatura portuguesa, ensaísta, memorialista, crítico literário, editor e tradutor português.

## Biografia
João Gaspar Simões nasceu a 25 de fevereiro de 1903, em São Julião, Figueira da Foz, distrito de Coimbra.
Filho de João Simões, grande comerciante da Figueira da Foz, e de sua mulher Constança Neto Gaspar, doméstica, foi baptizado a 18 de julho de 1903. Fez a instrução básica na sua terra natal, a Figueira da Foz e a partir dos 11 anos frequentou como interno o Colégio Lyceu Figueirense (1914), terminando o ensino liceal em Coimbra, no Liceu José Falcão.
[carece de fontes?] Nunca exerceu profissão na área jurídica, mas tinha o sonho de ser diplomata.
Durante os seus anos de estudo fundou algumas revistas literárias de grande importância para a cultura portuguesa: de 1924 a 1925 a revista Tríptico, com Branquinho da Fonseca (seu condiscípulo dos tempos do liceu) e Vitorino Nemésio, entre outros; nos seus 9 números colaboraram também Aquilino Ribeiro, José Régio, Alberto de Serpa, Raul Brandão e Teixeira de Pascoaes; e de 1927 a 1940 foi um dos fundadores e dirigiu até ao seu último número (56) a revista Presença, em parceria com José Régio, Adolfo Casais Monteiro e Branquinho da Fonseca, que estaria na origem do movimento literário do mesmo nome, também chamado Segundo Modernismo, que viria a ter enorme influência na literatura portuguesa. Foram colaboradores doutrinários do "presencismo", entre outros, Delfim Santos, Alberto de Serpa, Luís de Montalvor, Mário Saa, Raul Leal e António Botto. A ação dos 'presencistas' foi fundamental para o estudo e valorização do Primeiro Modernismo de Fernando Pessoa, Mário de Sá-Carneiro e Almada Negreiros. Também colaborou nas revistas  Princípio  (1930) e Sudoeste  (1935) e ainda na  revista  Mundo Literário  (1946-1948) na qual se encontram alguns ensaios, contos e críticas literárias da sua autoria.
Fez tirocínio para Conservador do Museu Machado de Castro em Coimbra e nessa qualidade transferiu para esse Museu a valiosa coleção de antiguidades chinesas doada pelo poeta Camilo Pessanha e que se encontrava em depósito no Museu das Janelas Verdes, em Lisboa. Foi Presidente da Associação Académica de Coimbra em 1930-31. A partir de 1935 foi revisor da Imprensa Nacional passando para a Biblioteca desta instituição em 1940. Entre 1942 e 1945 dirigiu o programa de traduções da casa editora Portugália, em Lisboa.
Uma das facetas mais importantes da sua obra de crítico e de editor foi a de ter sido o primeiro biógrafo e também o primeiro editor (com Luís de Montalvor) de Fernando Pessoa, de quem tinha sido amigo e correspondente. No domínio da literatura estrangeira divulgou e traduziu vários autores russos e anglófonos, entre eles Dostoiévski, Liev Tolstói, George Eliot, Jane Austen e Elizabeth Gaskell (novelista também celebrizada por ter sido a biógrafa de Charlotte Brontë e cuja obra foi publicada por sua iniciativa na Portugália), combatendo o "francesismo" então reinante e contribuindo para a ampliação dos horizontes literários e estéticos do mundo lusófono e a europeização da então muito provinciana cultura portuguesa. A partir de 1946 finalizou a sua carreira de romancista para iniciar a sua produção dramatúrgica. A sua obra crítica é respeitada pelo seu vasto espírito enciclopédico e pela pertinência dos seus julgamentos, ainda que por vezes fosse julgada demasiado dependente do historicismo e biografismo. Alguma da sua crítica destinava-se a divulgar e valorizar autores estrangeiros que também traduzia, ou fazia traduzir e publicava nas coleções que dirigia. Ao longo de décadas foi incansável a sua atividade de recensão nas páginas literárias de diversos jornais, entre eles o Diário de Lisboa, o Diário de Notícias, o Diário Popular, O Primeiro de Janeiro e o Mundo Literário. Manteve sempre fortes ligações ao mundo da imprensa, que lhe atribuiu 3 dos 4 prémios que o distinguiram em Portugal, e foi o último diretor do jornal O Século.
Proferiu numerosas conferências sobre literatura em Portugal e no Brasil e em várias cidades europeias, tendo participado como orador convidado no First International Symposium on Fernando Pessoa realizado em 1977 na Brown University, Providence, USA, e no Second International Symposium on Fernando Pessoa em 1983, na Vanderbilt University, Nashville, USA.
A 13 de Julho de 1981 foi-lhe atribuído o grau de Grande-Oficial da Antiga, Nobilíssima e Esclarecida Ordem Militar de Sant'Iago da Espada, do Mérito Científico, Literário e Artístico. Foi sócio correspondente da Academia Brasileira de Letras e colaborador da Enciclopédia Britânica.
De 1954 a 1968 viveu com a escritora Isabel da Nóbrega, que depois o trocaria pelo ainda desconhecido José Saramago. Em 1975, Gaspar Simões publicou As Mãos e as Luvas, amargo e irónico roman à clef sobre a sua vida sentimental, e em que Isabel da Nóbrega surge sob o nome de Tininha (ou Albertina).
João Gaspar Simões morreu a 6 de Janeiro de 1987, em Lisboa.
Em homenagem à importância da sua obra foi o seu nome atribuído a diversas ruas em Portugal: na Figueira da Foz onde nasceu e em Foros de Amora (Seixal), na Aldeia de Juzo (Cascais), em Leça da Palmeira (Matosinhos) e em Albufeira (Algarve); e no Brasil, no Bairro Diadema, distrito de Jabaquara, cidade de São Paulo (SP).

## Obra

### Romance
- Elói ou Romance numa Cabeça, 1932 - com ele obteve o "Prémio da Imprensa" nesse ano.
- Uma História de Província: I parte — Amores Infelizes, 1934; II parte — Vida Conjugal, 1936; 2ª ed. num só vol., 1943; 3ª ed. separada.
- Pântano, 1940; 2ª ed. 1946.
- Amigos Sinceros, 1941; 2ª ed. 1962.
- A Unha Quebrada (novela), 1941.
- Eduarda (novela), 194?.
- O Marido Fiel, 1942.
- Internato, 1946; 2ª ed. revista 1969.
- As Mãos e as Luvas (Retrato em Corpo Inteiro), 1975.

### Teatro
- O Vestido de Noiva, 1952.
- Teatro (Jantar de Família, Tem a Palavra o Diabo, Uma Mulher sem Passado), 1953.
- Pedido de Casamento (inédita).
- Marcha Nupcial, 1964.

### Biografia e história literária
- Igualmente premiada, com o Prémio "O Primeiro de Janeiro", foi a sua biografia Eça de Queirós, o Homem e o Artista, 1945, reeditada com o título Vida e Obra de Eça de Queirós, 1973 e segs.
- Vida e Obra de Fernando Pessoa — História duma Geração, Vol. I: Infância e adolescência; Vol. II: Maturidade e morte, 1950.
- História da Poesia Portuguesa — Das Origens aos Nossos Dias, (acompanhada de uma antologia), Vol. I, 1955; Vol. II, 1956; Vol. III, 1959.
- História do Movimento da «Presença» (seguida de uma antologia), 1958.
- Eça de Queirós — A Obra e o Homem, 1961.
- Antero de Quental — Vida, Pensamento, Obra, 1962.
- Fernando Pessoa — Escorço interpretativo da sua vida e obra, 1962, reeditado como Fernando Pessoa, Breve Escorço da sua Vida e Obra, 1983 e segs.
- Júlio Dinis — A Obra e o Homem, 1963?.
- Itinerário Histórico da Poesia Portuguesa de 1189 a 1964, 1964.
- 50 Anos de Poesia Portuguesa — do Simbolismo ao Surrealismo, 1967.
- História do Romance Português, Vol. I: 1969; Vol. II: 1972; Vol. III: 1978.
- Camilo Pessanha — A Obra e o Homem, 1967.
- A Geração de 70 — Alguns Tópicos para a sua História, s/d [1971?].
- Retratos de Poetas que Conheci, 1974.
- Perspectiva Histórica da Poesia Portuguesa — Dos Simbolistas aos Novíssimos, 1976.
- José Régio e a História do Movimento da «Presença», 1977.
- Estudos sobre Fernando Pessoa no Brasil (textos de JGS et al.), São Paulo, 1986.

### Ensaio e crítica literária
- Temas foi o seu primeiro livro de ensaios, publicado na "Presença" em 1929, e que inclui o primeiro estudo literário dedicado a Fernando Pessoa que era então quase desconhecido.
- O Mistério da Poesia — Ensaios de Interpretação da Génese Poética, 1931.
- Tendências do Romance Contemporâneo, 1933.
- Novos Temas — Ensaios de Literatura e Estética, 1938.
- António Nobre, Precursor da Poesia Moderna (conferência, com uma breve antologia), 1939.
- Crítica iniciada em 1942: Crítica I – A Prosa e o Romance Contemporâneos, 1942; Crítica II – vol. 1: Poetas Contemporâneos 1938 – 1961 [1961]; vol. 2: Poetas Contemporâneos 1946 – 1961 [1962?]; Crítica III – Romancistas Contemporâneos 1942 – 1961, s/d [1969?], obra pela qual recebeu o Prémio "Diário de Notícias" em 1970; Crítica IV – Contistas, Novelistas e Outros Prosadores Contemporâneos 1942 – 1979, 1981; Crítica V – Críticos e Ensaístas Contemporâneos 1942 – 1979, 1983; Crítica VI – O Teatro Contemporâneo 1942 – 1982, 1985.
- Caderno dum Romancista, 1942.
- Ensaio sobre a Criação no Romance, 1944.
- A Arte de Escrever Romances (conferência lida no salão do Teatro de S. Luiz na "Tarde Literária" de 8 de fevereiro de 1947, 1947.
- Liberdade do Espírito, 1948.
- Natureza e Função da Literatura, 1948.
- Garrett — Quatro Aspectos da sua Personalidade (conferências integradas na homenagem do Ateneu Comercial do Porto ao Poeta natural daquela Cidade), 1954.
- Quatro Estudos — Júlio Dinis. Balzac e a Arte do Romance. Somerset Maugham, dramaturgo. Jorge de Lima e a sua 'Cosmogonia' ou 'Invenção de Orfeu', Rio de Janeiro, 1961.
- Interpretações Literárias — Balzac e a Arte do Romance; Leão Tolstoi, Romancista; Jorge de Lima e a 'Cosmogonia' ou 'Invenção de Orfeu'; Sentido Criador em Júlio Dinis, Afonso Duarte, Poeta Antigo e Moderno; James Joyce e a Sua Obra, 1961.
- Literatura, Literatura, Literatura... — De Sá de Miranda ao Concretismo Brasileiro, 1964.
- Almeida Garrett, Vida, Pensamento, Obra, 1964.
- Novos Temas, Velhos Temas — Ensaios de Literatura e Estética Literária, 1967.
- Fernando Pessoa — Heteropsicografia, 1973.
- Fernando Pessoa na Perspectiva da Presença, 1978.

### Edição e estudos introdutórios
- Obras Completas de Fernando Pessoa, 4 vols. (com Luís de Montalvor, para a ed. Ática), 1942-1945.
- Perspectiva da Literatura Portuguesa do século XIX (Dir., pref. e notas bibliográficas de JGS), Vol. I, 1947; Vol II, 1948.
- Garrett — Poetas de Ontem e de Hoje (Biografia, exame crítico e antologia por JGS), 1954.
- Eça de Queirós — Trechos escolhidos (Compil. e apres. por JGS), Rio de Janeiro 1957.
- Teatro de Oscar Wilde (Pref. de JGS e trad. de Januário Leite), sd.
- O Crocodilo de Dostoiévski (Pref. de JGS e trad. de Isabel da Nóbrega), 1966.

### Tradução (elenco parcial)
- Jean Cocteau, Os Meninos Diabólicos (Les enfants terribles), 1939.
- Dostoiévski, Está Morta!: Novela Fantástica, 1940.
- Charlotte Brontë, A Paixão de Jane Eyre (em colaboração com Mécia), 1941.
- D. H. Lawrence, Filhos e Amantes, 1943.
- Shakespeare, Sonho de Uma Noite de Verão (em colaboração com Charles David Ley).
- Contos Ingleses de Defoe a Huxley.
- Katherine Mansfield, O Garden-Party.
- Henry James, Calafrio.
- Prosper Mérimée, Carmen (em colaboração com Mécia).
- Meredith, O caso do General Ople.
- Georges Bernanos, Diário de um Pároco de Aldeia, 1955.
- William Beckford, Diário de William Beckford em Portugal e Espanha — The Journal in Portugal and Spain 1787-1788, 1957.
- Leão Tolstói, Guerra e Paz (Trad. integral, notas e um est. biográfico e crítico por JGS), 1957.
- Georges Bernanos, A Alegria, 1959.
- Tchekov, David Magarshack, 1960.
- Thomas Mann, O Cão e o Dono, 1962.
- Suetónio, Os Doze Césares, 1963.
- Gogol, O Inspector, 1963.
- Ivan Turgenev, Pais e Filhos, 1963.
- Daniel Defoe, Diário da Peste de Londres, 1964.
- Dostoiévski, Crime e castigo (Prestuplenie i nakavanie), 1964.
- Dostoiévski, Diário de Raskolnikov, 1964.
- Leão Tolstói, A Manhã de um Senhor, 1966.
- Leão Tolstói, Ana Karenina, 1971.
- Leão Tolstói, A Felicidade Conjugal. Sonata a Kreutzer, 1978.

## Principais temas
De acordo com o subtítulo de uma das suas obras: "Romance numa cabeça", para João Gaspar Simões "não há romance onde não houver imaginação psicológica"; ...'À introspeção, ao psicologismo, à sinceridade, à revelação do eu profundo, como dizia, nessa altura, o filósofo em voga, Bergson, cabiam o renovo de um género'... (Retratos, 67).